# Marianne Menze
Marianne Menze (* 1949 in Bochum) ist eine deutsche Kinobetreiberin. Als Geschäftsführerin der Essener Filmkunsttheater GmbH leitet sie mehrere Kinos in Essen und Mülheim an der Ruhr, darunter die Lichtburg und das Filmstudio Glückauf.

## Leben
Marianne Menze absolvierte zunächst eine Ausbildung zur Sportlehrerin und war von 1970 bis 1990 im Schuldienst tätig. Seit 1972 war sie parallel bei den Filmtheaterbetrieben Hanns-Peter Hüster beschäftigt. Seit 1990 ist sie dort ausschließlich in leitender Funktion tätig. 1998 übernahm sie die Geschäftsführung der Essener Filmkunsttheater GmbH.
Durch ihre Arbeit retteten Menze und ihr Ehemann Hüster sowohl das Filmstudio Glückauf, das älteste Filmtheater des Ruhrgebietes, als auch die Lichtburg vor der drohenden Schließung.
Für ihre Arbeit wurde sie mehrfach ausgezeichnet, darunter mit dem Bundesverdienstkreuz.

## Auszeichnungen
- 2013: Bundesverdienstkreuz am Bande, gemeinsam mit Hanns-Peter Hüster[3][4]
- 2018: Ehrenpreis der unabhängigen Filmverleiher der AG Verleih[5]
- 2018: Ehrenplakette für die besonderen Verdienste der Stadt Essen[2]
- 2018: Herbert-Strate-Preis[6]
- 2024: Großer Kulturpreis der Sparkassen-Kulturstiftung Rheinland[7]